# Jürgen Daiber
Jürgen Daiber (* 31. Januar 1961 in Sinsheim) ist ein deutscher Literaturwissenschaftler. Seine Schwerpunkte in Lehre und Forschung sind Wissenspoetik, Literatur und Neue Medien, Romantik und Creative Writing.

## Leben
Nach dem Abitur 1980 in Sinsheim absolvierte Jürgen Daiber ein Lehramtstudium an der PH Heidelberg (Staatsexamen 1986). Ab 1987 studierte er Germanistik und Linguistische Datenverarbeitung in Heidelberg, Mannheim und Trier (Magister Artium 1992/Promotion 1994/Habilitation 2001). Ab 1992 war er Promotions-Stipendiat des Landes Rheinland-Pfalz. Von Mai 1995 bis 2001 war er wissenschaftlicher Assistent für Neuere deutsche Literaturwissenschaft an der Universität Trier. Von 2001 bis 2003 vertrat er eine C4-Professur in Neuerer Deutscher Literatur in Trier. Seit 2003 ist er Professor für Neuere deutsche Literaturwissenschaft an der Universität Regensburg.

## Veröffentlichungen (Auswahl)
- „Poetisierte Naturwissenschaft“. Zur Rezeption naturwissenschaftlicher Theorien im Werk von Botho Strauß (= Trierer Studien zur Literatur. Band 26). Francke, Frankfurt am Main 1996. ISBN 3-631-49649-4 (zugleich Dissertation, Trier 1994).
- Experimentalphysik des Geistes. Novalis und das romantische Experiment. Vandenhoeck & Ruprecht, Göttingen 2001. ISBN 3-525-20811-1.
- Der Mittagsdämon. Zur literarischen Phänomenologie der Krise der Lebensmitte. Mentis, Paderborn 2006. ISBN 3-89785-443-0.
- Franz Kafka und der Lärm. Klanglandschaften der frühen Moderne. Mentis, Münster 2015. ISBN 978-3-95743-028-1.
- Literatur und Todesangst. Strategien poetischer Bewältigung. Mentis, Münster 2020. ISBN 978-3-95743-208-7.

als Herausgeber
- mit Rainer Barbey: "Du sollst nicht lärmen!" Gesammelte Proteste von Seneca bis Gernhardt. Stuttgart 2014. ISBN 978-3150202999
- mit Eva-Maria Konrad, Thomas Petraschka und Hans Rott: Fiktion, Wahrheit, Interpretation. Philologische und philosophische Perspektiven. Münster 2013. ISBN 978-3897858268
- mit Eva-Maria Konrad, Thomas Petraschka und Hans Rott: Understanding Fiction. Knowledge and Meaning in Literature. Münster 2012.
- mit Georg Guntermann und Gerhard Schaub: „Das Ungenügen an der Normalität“ – Literatur als Gegenwelt. Symposion anlässlich des 65. Geburtstags von Lothar Pikulik. Paderborn 2002.
- mit Ursula Regener und Gunnar Och: Aurora : Jahrbuch der Eichendorff-Gesellschaft für die Klassisch-Romantische Zeit.
- Naturwissen und Poesie in der Romantik. Aurora Sonderband 64. Tübingen 2004.
- mit Ursula Regener und Achim Geisenhanslüke: Regensburger Beiträge zur deutschen Sprach- und Literaturwissenschaft. Bielefeld 2007.

## Auszeichnungen
- Literaturpreis der Tuchfabrik Trier 1990
- Pegasus'98 (Internet-Literaturpreis von DIE ZEIT/IBM/ARD) 1998
- Osker-Seidlin-Preis der Eichendorff Gesellschaft 2002